# Калник
Калник (мађ. Nagykemlék) је планина у северозападном делу Хрватске. Највиши врх планине је  Вранилац, који се налази на 643 метра надморске висине. Са северозападне стране налази се град Нови Мароф, са северне стране Љубешћица, на североистоку град Лудбрег а источно град Копривница. На јужној страни испод врха Вранилца налази се село Калник које је седиште општине Калник
Западно од града Великог Калника налази се планинарски дом „Калник“ на 480 метара надморске висине. До њега води асфалтиран пут од села Калника. Од планинарског дома води пуно планинарских стаза и путева до разних планинарских дестинација. 
Код места Чањево у општини Високо налазе се рушевине старог града Чањево на стени изнад мјеста.
Источно од града Великог Калника протеже се у дужини од око 4,5 километара стеновити углавном пошумљени гребен познат као Калничка греда, са врховима Вуклец (572 m), Подревец (547 m) и Шкриња (504 m). 